# Miss Mundo 1971
Miss Mundo 1971 fue la 21.ª edición anual de Miss Mundo, cuya final se celebró en el Royal Albert Hall de Londres, el 10 de noviembre de 1971, transmitido por la BBC. 56 candidatas compitieron por la corona, cuya ganadora fue Lúcia Petterle de Brasil, siendo así la primera y hasta ahora la única vez que esta nación gana este certamen, Petterle fue coronada por Miss Mundo 1970, Jennifer Hosten de Granada.

## Resultados
| Resultados Finales      | Finalistas |
| ----------------------- | --- |
| Miss Mundo 1971         | - Brasil - Lúcia Petterle |
| 1° Finalista            | - Reino Unido - Marilyn Ann Ward |
| 2° Finalista            | - Portugal - Ana Paula de Almeida |
| 3° Finalista            | - Guyana - Nalini Moonsar |
| 4° Finalista            | - Jamaica - Ava Joy Gill |
| 5° Finalista            | - Estados Unidos - Brucene Smith |
| 6° Finalista            | - Francia - Myriam Stocco |
| Semifinalistas (Top 15) | - Australia - Valerie Roberts - Austria - Waltraud Lucas - España - María García García (alias Bárbara Rey) - Guam - Deborah Bordallo Nelson - Israel - Miri Ben-David - Sudáfrica - Monica Fairall - Suecia - Simonetta Kohl - Venezuela - Ana María Padrón |

### Premiaciones especiales
- Mejor Traje Nacional:  Filipinas - Onelia Ison Jose
- Miss Amistad:  Venezuela - Ana María Padrón
- Traje Típico:  Francia - Myriam Stocco
- Mejor Talento:  Brasil - Lúcia Petterle
- Miss Belleza:  Australia - Valerie Roberts
- Mejor en Traje de Baño:  Portugal - Ana Paula de Almeida
- Miss Alegría:  Suiza - Resileta Xamajis
- Mejor País de Belleza:  Brasil - Lúcia Petterle
- Mejor Diseño:  Venezuela - Ana María Padrón
- Miss Fotogénica:  Australia - Valerie Roberts

## Candidatas
56 candidatas participaron en el certamen.
| - África del Sur - Gaily Ryan - Alemania - Irene Neumann - Argentina - Alicia Beatriz Daneri - Aruba - Maria Elizabeth Bruin - Australia - Valerie Roberts - Austria - Waltraud Lucas - Bahamas - Frances Clarkson - Bélgica - Martine Yasmine De Hert - Bermudas - Rene Furbert - Brasil - Maria Lúcia Tavares Petterle - Canadá - Lana Drouillard - Ceilán - Gail Abayasinghe - Chipre - Kyriaki Koursoumba - Corea - Lee Young-eun - Ecuador - María Cecilia Gómez - España - María García García (alias Bárbara Rey) - Estados Unidos - Karen Brucene Smith-Galvan - Filipinas - Onelia Ison Jose - Finlandia - Mirja Halme - Francia - Myriam Stocco - Gibraltar - Lisette Chipolina - Grecia - Maria Maltezou - Guam - Deborah Bordallo Nelson - Guyana - Nalini Moonsar - Holanda - Monica Strotmann - India - Prema Narayan - Irlanda - June Glover - Islandia - Fanney Bjarnadóttir | - Israel - Miri Ben-David - Italia - Maria Pinnone - Jamaica - Ava Joy Gill - Japón - Emiko Ikeda - Luxemburgo - Mariette Werckx - Malasia - Daphne Munro - Malta - Doris Abdilla - Mauricio - Marie-Anne Ng Sik Kwong - México - Lucía Arellano - Nicaragua - Soraya Herrera Chávez - Noruega - Kate Starvik - Nueva Zelanda - Linda Jane Ritchie - Panamá - María de Lourdes Rivera - Paraguay - Rosa María Duarte - Portugal - Ana Paula de Almeida - Puerto Rico - Raquel Quintana - Reino Unido - Marilyn Ann Ward - República Dominicana - Haydée Kuret - Seychelles - Nadia Morel du Boil - Sudáfrica - Monica Fairall - Suecia - Simonetta Kohl - Suiza - Patrice Sollner - Tailandia - Boonyong Thongboon - Trinidad y Tobago - Maria Jordan - Túnez - Souad Keneari - Turquía - Nil Menemencioglu - Venezuela - Ana María Padrón Ibarrando - Yugoslavia - Zlata Petković |

## Sobre los países en Miss Mundo 1971

### Debut
- Bermudas
- Guam

### Retiros
- Colombia
- Dinamarca
- Gambia
- Granada
- Hong Kong
- Líbano
- Liberia
- Nigeria

### Regresos
- Compitieron por última vez en 1966:
  -  Aruba
  -  Trinidad y Tobago
- Compitió por última vez en 1967:
  -  Panamá
- Compitió por última vez en 1969:
  -  Paraguay

### Crossovers
Miss Universo
- 1969:  Nicaragua - Soraya Herrera
- 1970:  Alemania - Irene Neumann
- 1971:  Bélgica - Martine De Hert
- 1971:  Bermudas - Rene Furbert
- 1971:  Canadá - Lana Drouillard
- 1971:  Francia - Myriam Stocco (Top 12)
- 1971:  Nueva Zelanda - Linda Ritchie
- 1971:  Reino Unido - Marilyn Ann Ward (Top 12)
- 1972:  Malta - Doris Abdilla

Miss Internacional
- 1970:  España - María García
- 1971:  Malta - Doris Abdilla
- 1972:  Holanda - Monica Strotmann
- 1974:  Estados Unidos - Brucene Smith (Ganadora)